# Antigua Alejandría
Alejandría  (normalmente Aleksandria; en griego antiguo: Ἀλεξάνδρεια, romanizado: Aleksandreia, en latín: Alexandria (ad Aegyptum), en egipcio antiguo: Rꜥ-qdyt, en copto: Ⲣⲁⲕⲟⲧⲉ, Ⲣⲁⲕⲟϯ) fue una ciudad antigua del Antiguo Egipto. Estaba situada en la costa mediterránea, en el lado occidental del delta del Nilo. La ciudad se ha desarrollado hasta convertirse en la actual ciudad de Alejandría y estaba situada en su emplazamiento.
Alejandría fue fundada en el año 331 a. C. por Alejandro Magno, que le dio su nombre. Fue una de las numerosas ciudades Alejandrías que fundó, pero se convirtió en la más importante e ilustre de ellas, y muy probablemente fue también la ciudad desde la que planeó gobernar su vasto imperio. La ciudad sirvió más tarde como capital de la dinastía ptolemaica que gobernó Egipto, así como del Imperio romano. Alejandría fue en su día el mayor puerto y una de las ciudades comerciales más importantes de todo el mar Mediterráneo y el centro cultural más importante de todo el período helenístico. La ciudad se hizo especialmente famosa por la Biblioteca de Alejandría y el Faro, una de las Siete maravillas del mundo antiguo. La ciudad fue conquistada por los árabes en 642.

## Geografía
Alejandría estaba situada en el extremo noroeste del delta del Nilo, en el lado oeste del estuario más occidental (el Canopo) del Nilo. Estaba construida en un estrecho istmo entre la costa septentrional de Egipto, la costa mediterránea y el lago Mariout. Este lago estaba siempre lleno de agua en verano, cuando el Nilo se desbordaba.

Alejandría y el delta del Nilo en la antigüedad.

Estaba situada en la confluencia de tres masas de agua: el Mediterráneo al norte de la ciudad, el Nilo al este, que era la columna vertebral de todo el tráfico egipcio, y el lago Mareotis, que se extendía al sur y suroeste de la ciudad. Todos ellos desempeñaron un papel importante en la historia y la economía de Alejandría, ya que casi todos los viajes y el transporte de mercancías a la ciudad se realizaban por agua. El transporte al resto de Egipto se realizaba a través de Mareotis y el Nilo, y al resto del mundo por mar. Por su ubicación, la ciudad estaba destinada a servir de enlace entre Egipto y Grecia.
En el mar, frente a la ciudad y su puerto comercial, se encontraba la isla de Faro, conocida por el Faro. El faro podía verse desde lejos y ayudaba a los marinos a navegar con seguridad hasta el puerto. Esta ayuda era necesaria porque el estuario que rodeaba la ciudad era muy bajo y no había puntos de referencia para la navegación. Además, frente a Alejandría había arrecifes que hacían peligrosa la aproximación a la ciudad, sobre todo de noche.
Entre la isla de Faro y tierra firme se creó una amplia zona que pudo convertirse en puerto. La isla estaba unida a la ciudad por un Heptastadio (ἑπταστάδιoς), una lengua de siete estadios (aproximadamente 1,5 km) de longitud, como su nombre indica. En sus lados oriental y occidental se formó una bahía portuaria. El lado oriental del puerto estaba bordeado por un lado por el cabo Loquias (actual Silsilas). El puerto estaba dividido en dos partes, conocidas como el Gran Puerto y el Pequeño Puerto. La parte palacial del Puerto Pequeño era el puerto real. En el centro del Puerto Pequeño se encontraba la isla de Antírrodos.

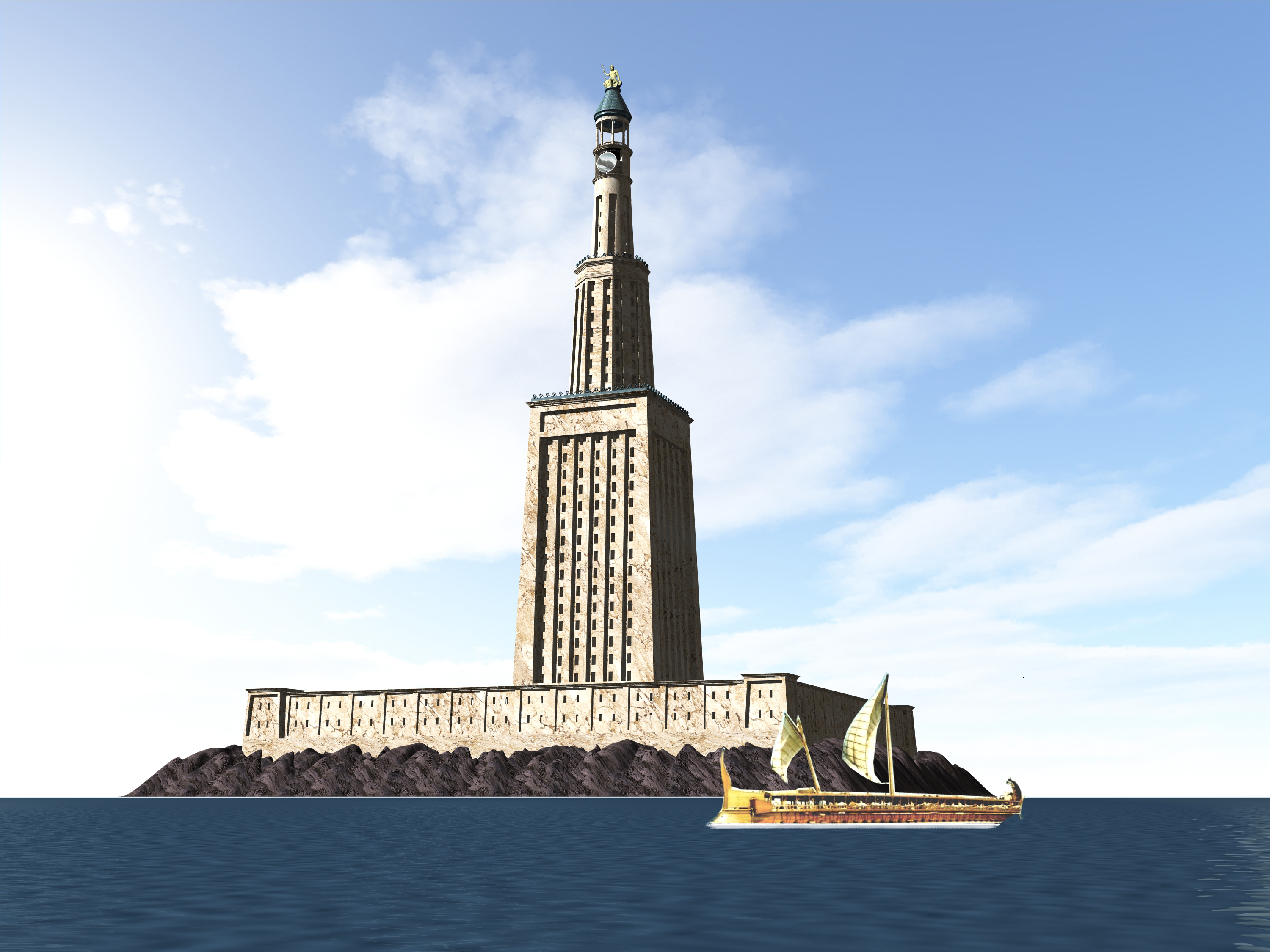
Recreación del Faro.

El puerto situado al oeste del Heptastadio era conocido como el puerto Eunostos (‘buen regreso a casa’). La parte del puerto situada justo al pie del Heptastadio se conocía como el puerto de Quibotos. Cerca de él se originaba el canal que rodeaba el lago Mareotis y que desembocaba en el Nilo. A lo largo del Nilo, se podía llegar a la ciudad hacia el sur por la mayor parte de Egipto, una distancia de unos 1100 km, sin obstáculos particulares. Antes de Alejandría, los principales puertos de Egipto eran una serie de ciudades situadas al final de los distintos brazos del estuario o ligeramente hacia el interior a lo largo de los estuarios. Sin embargo, el problema era que el Nilo cambiaba con frecuencia su curso y transportaba grandes cantidades de tierra, lo que provocaba el encenagamiento progresivo de los puertos. Alejandría tenía la ventaja de estar un poco más alejada de los estuarios, por lo que no se producía el encenagamiento. Sin embargo, la ciudad estaba conectada al Nilo a través del canal antes mencionado.

### Barrios
La ciudad estaba dividida en tres barrios: de oeste a este, Racotis, el barrio egipcio, Bruqueion, el barrio griego, y el barrio judío. Esta división tripartita correspondía a la división de la población original de la ciudad en tres tribus (τρία γένη). Los romanos añadieron un cuarto núcleo después del 31 a. C., pero era principalmente militar (guarnición) y administrativo, y operaba sobre todo en Briqueion.

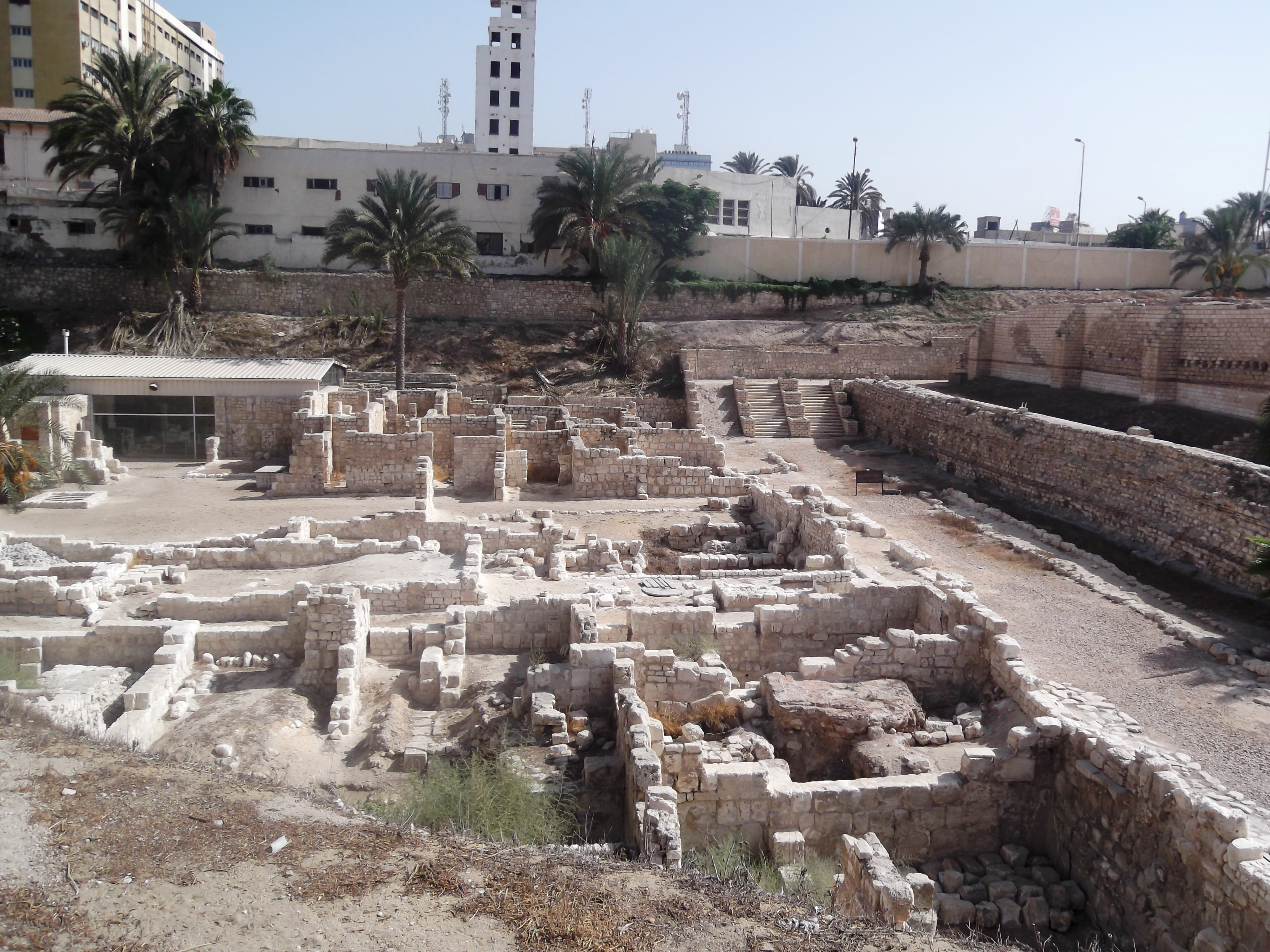
Las ruinas de Alejandría en el yacimiento arqueológico de Kom el-Dikka (Kom El Deka).

Racotis' (Ῥακῶτις; latín Rhacotis), un barrio egipcio, estaba situado en la parte oriental de la ciudad. Comprendía la ciudad egipcia original de Racotis. La población protoegipcia del barrio no tenía ciudadanía alejandrina como tal, sino un estatus inferior al de los griegos.
Bruqueion (Βρυχεῖον) o Piruqueion (Πυρουχεῖον) (latín Brucheium/Pyrucheium), es decir, el barrio griego o real de la ciudad limitaba al norte con el Gran Puerto, al oeste con el de Racotis y al este con el barrio judío. Era el barrio de los griegos, los ciudadanos de Alejandría propiamente dicha, y comprendía los principales edificios públicos de la ciudad.
El barrio judío (latín: Regio Judaeorum) comprendía la parte noreste de la ciudad, limitada por el mar al norte, la muralla al este y Bruqueion al oeste. El estatus de los habitantes judíos de esta parte de la ciudad variaba, siendo a veces casi igual al de los griegos y a veces peor. El distrito tenía sus propias murallas y puertas, a menudo necesarias para su propia seguridad.
Además, existía una división en cinco barrios, que recibían el nombre de las cinco primeras letras del alfabeto griego. Alfa, era el barrio real propiamente dicho, que contenía el palacio real. Beta, era el distrito de la nobleza griega. Alfa y beta juntas corresponden a Briqueion. Gamma, era el distrito del resto de la población griega. Delta, era el distrito de la población extranjera, como judíos, sirios y persas, y corresponde al barrio judío del Triángulo. Epsilon era la parte egipcia de la ciudad, o Racotis.

## Historia
La historia de la antigua Alejandría puede dividirse en tres periodos: el helenístico o ptolemaico, el romano , la Antigüedad tardía y bizantino.

### Primeros asentamientos en la zona
Al este de Alejandría en la antigüedad (donde ahora se encuentra la bahía de Abu Qir) había marismas y varias islas. Ya en el siglo VII a. C. a. C. existían las importantes ciudades portuarias de Canopo y Heracleion. Esta última fue redescubierta recientemente bajo las aguas. Parte de Canopo aún se encuentra en la orilla sobre el agua, y ha sido estudiada por los arqueólogos durante más tiempo. También estaba la ciudad de Menouthis. El delta del Nilo había sido durante mucho tiempo políticamente importante como punto de entrada para cualquiera que deseara comerciar con Egipto.

### Periodo helenístico

#### Fundación de la ciudad
Alejandría fue fundada por Alejandro Magno en su honor poco después de su conquista de Egipto en el año 332 a. C. Plutarco cuenta que Alejandro estaba decidido a fundar allí una ciudad griega grande y populosa que llevara su nombre. Según fuentes antiguas, él mismo eligió el emplazamiento de la ciudad y aprobó su trazado en enero o abril del año 331 a. C. A menudo se piensa que la ciudad se fundó en el emplazamiento de la anterior ciudad egipcia de Racotis (egipcio: Ra-kote). Otra posibilidad es que los egipcios llamaran así a toda Alejandría desde su fundación, ya que el nombre puede traducirse como “zona de construcción.” El nombre siguió utilizándose para referirse a la parte egipcia de la ciudad.

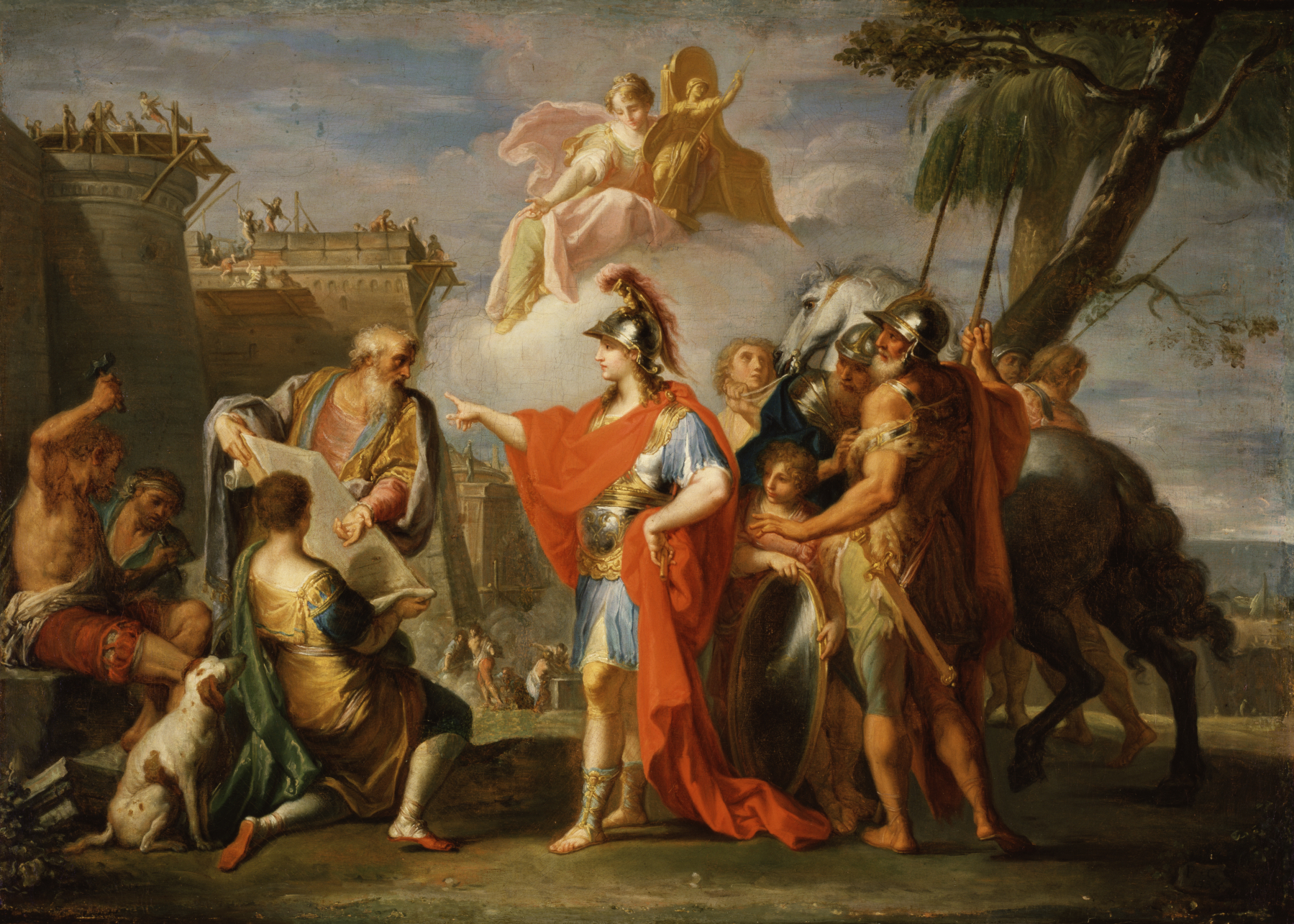
Alejandro Magno funda Alejandría. Pintura de Placido Costanzi, 1736-1737.

Existen muchas historias sobre los orígenes de la ciudad, muchas de las cuales fueron cuestionadas en la antigüedad. Por ejemplo, se dice que Alejandro tuvo un sueño en el que el propio Homero le aconsejaba situar la ciudad cerca de la isla de Faro. De hecho, Homero es el primero en mencionar el lugar en su Odisea. Alejandro consideró que el lugar era especialmente adecuado para ello y dijo que Homero era también un excelente arquitecto.
Según otra historia, al dibujar el plano de la ciudad en el suelo, el dibujante se quedó sin tiza, por lo que se utilizó harina de cebada. Cuando el plano estuvo terminado, un gran número de pájaros de diversos tipos volaron desde el mar y se comieron toda la cebada del suelo. Alejandro pensó que era un mal presagio, pero los intérpretes dijeron que era una buena señal: la nueva ciudad sería rica y alimentaría a gentes de todas las nacionalidades.
El propio Alejandro permaneció allí solo unos meses, hasta que se dirigió primero al Oráculo de Amón y luego continuó su campaña hacia el este. Nombró a Cleómenes de Náucratis vicegobernador de Egipto y jefe de las obras. La planificación urbanística de Alejandría corrió a cargo de Dinócrates. La ciudad tardó varios años en construirse según lo previsto, y no se terminó hasta el reinado del sucesor de Alejandro, el rey Ptolomeo I. Fue uno de los generales de Alejandro y se convirtió en gobernante de Egipto tras la muerte de Alejandro en el 323 a. C.

#### Período helenístico antiguo
| r · Z1 · a | A35 | t · niwt |

| r · Z1 · a | A35 | t · niwt |

Ptolomeo convirtió Egipto en un reino helenístico independiente y Alejandría en su capital en lugar de su antiguo centro, Menfis. La administración fue transferida de Menfis a Alejandría en algún momento entre 320-311 a. C. Por lo tanto, es probable que la ciudad estuviera prácticamente terminada en ese momento. Ptolomeo secuestró el cuerpo de Alejandro y construyó una tumba de Alejandro Magno en Alejandría, que pretendía elevar el estatus de la ciudad y de su imperio en una situación en la que los sucesores de Alejandro, los Diádocos, luchaban entre sí por la sucesión al poder.
Los reyes que sucedieron a Ptolomeo tomaron el mismo nombre. El primero en sucederle fue Ptolomeo II. Alejandría floreció bajo estos dos primeros Ptolomeos y se convirtió en una importante ciudad comercial y en el mayor puerto del Mediterráneo, a través del cual se enviaban al mundo tanto productos egipcios como mercancías traídas en caravanas y barcos desde toda África, Arabia e India. En Egipto, la nueva ciudad sustituyó a puertos anteriores del delta del Nilo, como Canopo y Náucratis. A lo largo del Mediterráneo, ascendió en importancia hasta ocupar el lugar de Tiro después de que Alejandro destruyera la ciudad. Gracias a la prosperidad, Alejandría se construyó a gran escala.

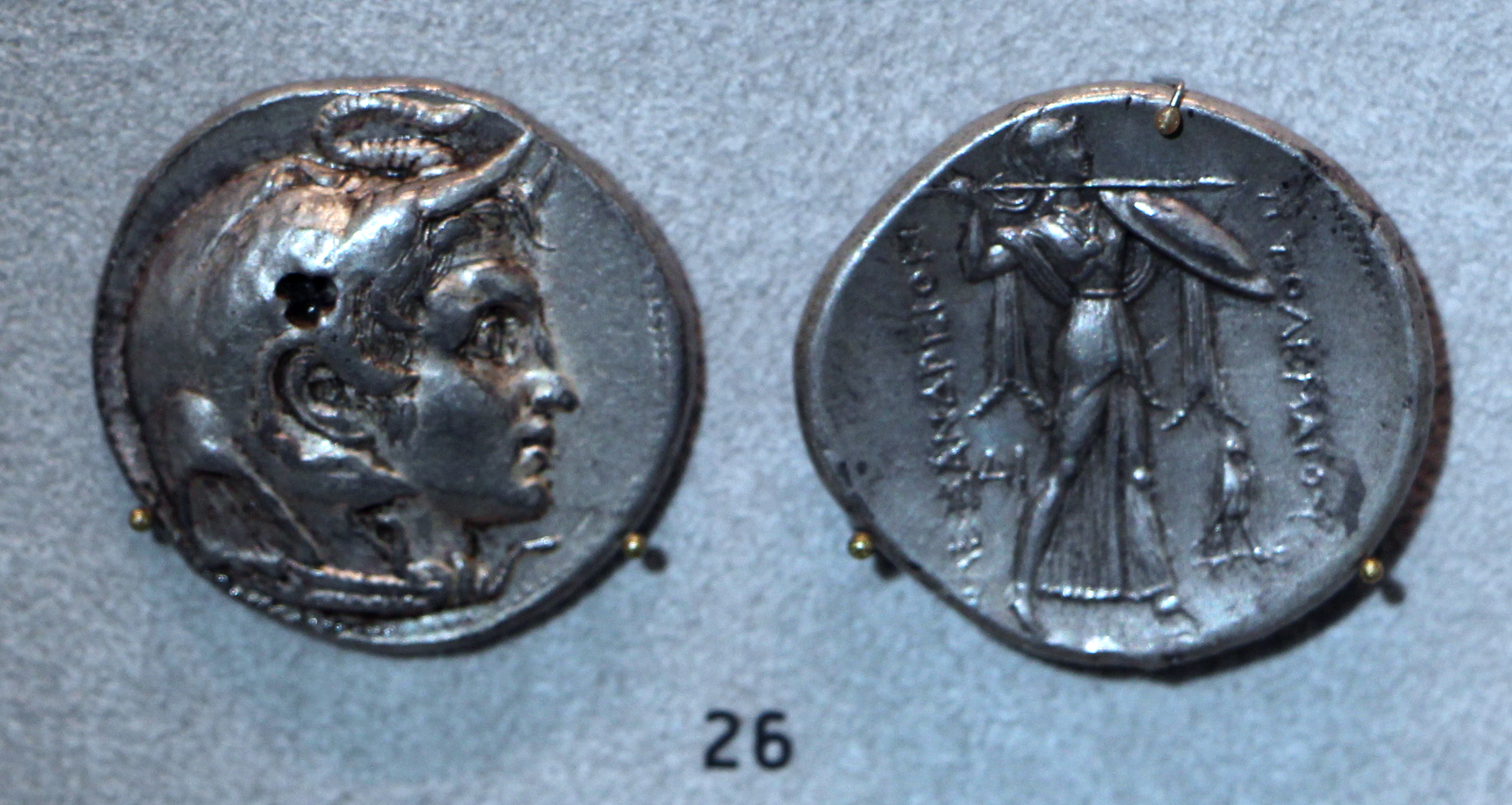
Tetradracma de Ptolomeo I acuñado en Alejandría, c. 323-310 a. C.

Alejandría también surgió como centro de aprendizaje y cultura, suplantando a Atenas durante todo el período helenístico. El Museion y su Biblioteca, que puede que se establecieran ya en la época de Ptolomeo I  o como muy tarde durante Ptolomeo II, cuando al menos alcanzó su mayor apogeo. Los Ptolomeos atrajeron a la ciudad a eruditos de diversos campos. Entre ellos, el primer bibliotecario de la Biblioteca, el filólogo Zenódoto de Éfeso, el poeta Filetas y el filósofo Estratón de Lámpsaco. Entre los científicos naturalistas activos en la ciudad se encontraban Euclides, Eratóstenes, Arquímedes y Herón. La Alejandría de Ptolomeo II fue también cuna de una importante escuela de crítica literaria, así como de varios escritores como Calímaco, Teócrito, y Apolonio de Rodas, que fue bibliotecario después de Zenódoto. Entre las hazañas literarias de la época destaca la producción de la edición griega de la Septuaginta o Antiguo Testamento. Se terminó en el 132 a. C.

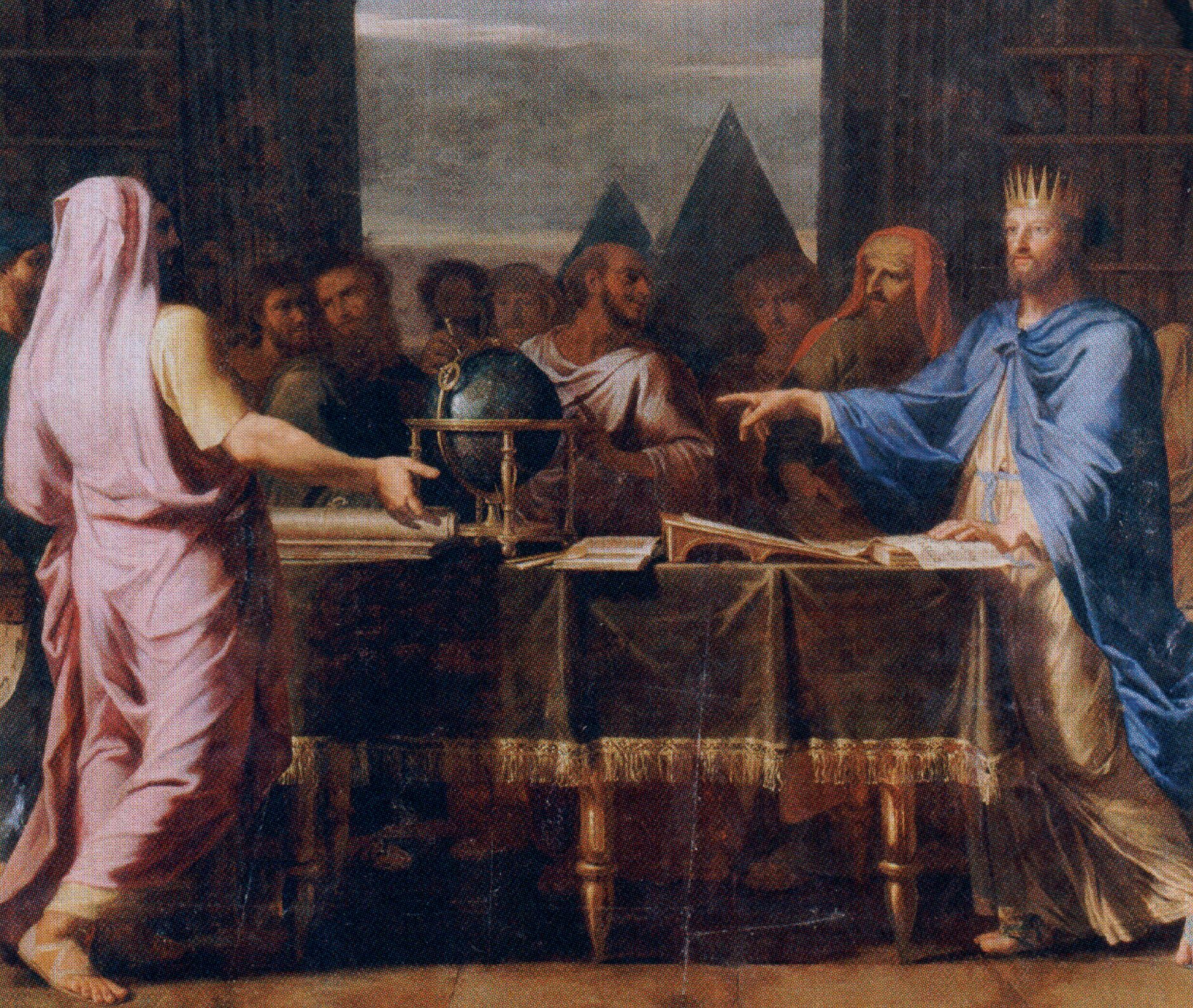
Ptolomeo II dirigiéndose a los eruditos judíos que elaboraron la Septuaginta, la versión griega del Antiguo Testamento. Pintura de Jean Baptiste de Champaigne, 1672.

Bajo Ptolomeo III, la ciudad perdió parte de su carácter griego. Ptolomeo IV vio el declive de la ciudad, ya que él era de naturaleza despótica. Esto continuó bajo los gobernantes posteriores, con la dispersión del ejército, la decadencia del comercio y la agricultura, y el declive del Museo de la ciudad. Sus numerosos eruditos continuaron trabajando, pero el espíritu creativo parece haber desaparecido.

#### Período helenístico posterior
El ascenso de Cartago afectó poco a la posición de Alejandría, ya que había pocos conflictos de intereses entre ambas ciudades. Sin embargo, a finales del año 200 a. C., ya parecía que Egipto tendría que acabar bajo el dominio del Imperio seléucida o del romano. Las guerras de Roma con Cartago, Macedonia y Siria retrasaron principalmente el final del reinado de Ptolomeo. El poder romano en Egipto aumentó a partir de 204 a. C., cuando los guardianes del recién nacido Ptolomeo V lo pusieron bajo protección romana como único medio de sobrevivir a los complots macedonios y sirios para desmembrar Egipto. Marco Emilio Lépido fue nombrado tutor de Ptolomeo.
Las relaciones entre Roma y Alejandría siguieron siendo buenas incluso más tarde. En 163 a. C., los romanos resolvieron una disputa sucesoria entre Ptolomeo Filometor y Ptolomeo Evergetes. Al primero se le adjudicó Alejandría y al segundo Cirene. En el 145 a. C. Escipión el Africano fue comisionado para calmar de nuevo los disturbios causados por las disputas sucesorias de Ptolomeo.
Ptolomeo Apión legó en el 97 a. C. Cirenaica a Roma. Lo mismo hizo Ptolomeo XI, que legó Alejandría y todo su reino a Roma. Sin embargo, esto no entró en vigor inmediatamente, ya que Roma se encontraba entonces inmersa en una guerra civil. A partir del 48 a. C., Alejandría acabó siendo el teatro de operaciones de la segunda guerra civil de la República romana. Su historia siguió la de Pompeyo, Aulo Gabinio, Julio César, Casio y Marco Antonio hasta que Augusto tomó la ciudad en el 31 a. C.

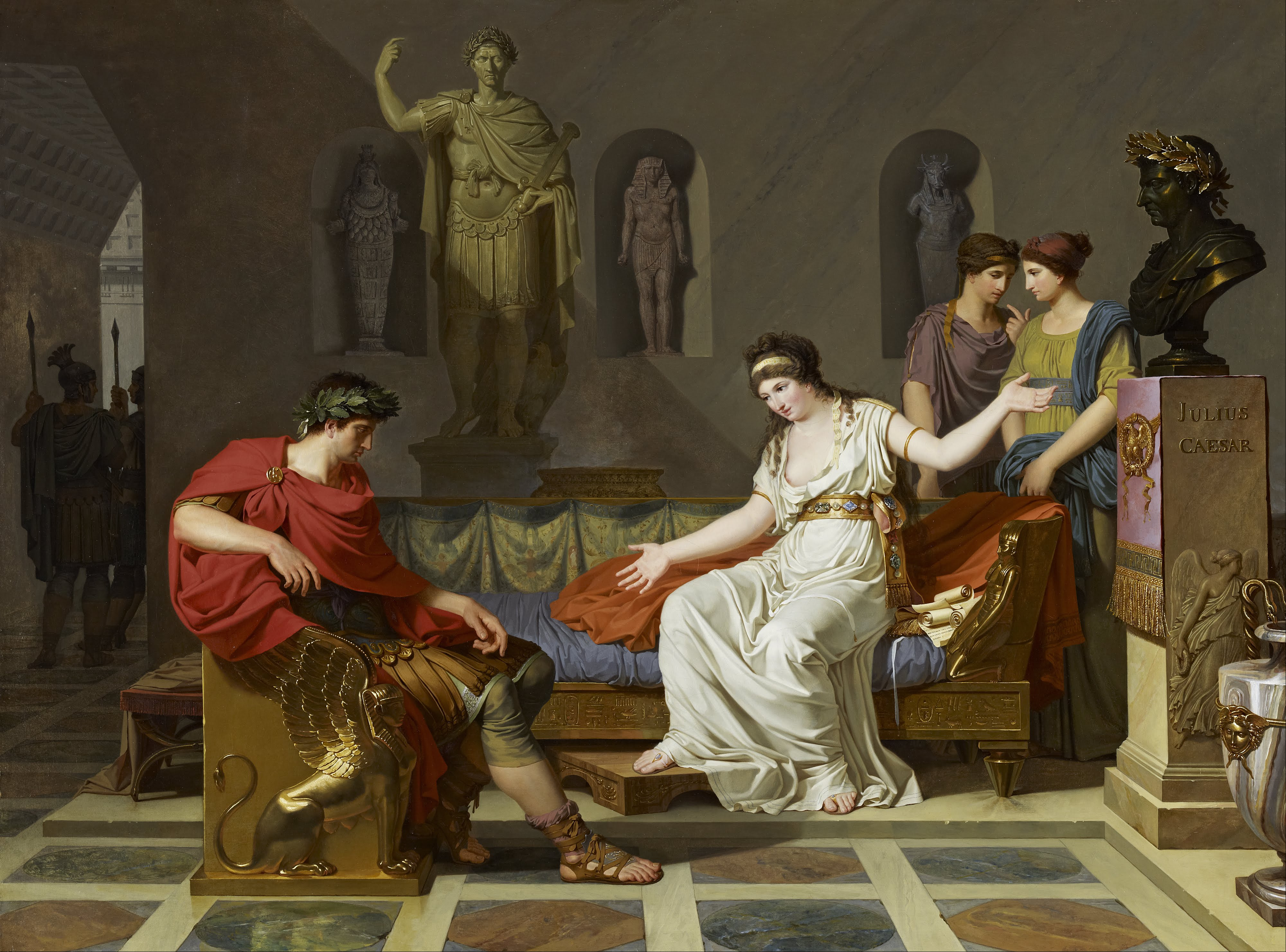
Augusto y Cleopatra VII. Louis Gauffier, 1787.

Todo comenzó cuando Pompeyo huyó a Alejandría tras perder la Batalla de Farsalia contra César en el 48 a. C (tercera guerra civil de la República romana). Fue asesinado por Ptolomeo XIII. César llegó a la ciudad y se enfureció por ello, o al menos fingió estarlo. Se apoderó del palacio real y llamó a la exiliada Cleopatra VII, provocando una guerra civil en la que gran parte de la ciudad fue incendiada, incluida, según algunas fuentes, la Biblioteca de Alejandría, o al menos parte de ella. La guerra es el tema de la obra de Aulo Hircio, De bello Alexandrino (Sobre la guerra de Alejandría).
Marco Antonio se trasladó a Alejandría tras el asesinato de César y mantuvo un conocido romance con Cleopatra. Alejandría sirvió entonces como centro de sus planes y campañas hasta que Augusto derrotó a la flota de Marco Antonio y Cleopatra en la Batalla de Accio en el 31 a. C. El reinado de los Ptolomeos llegó a su fin al año siguiente, cuando ambos se suicidaron. Augusto convirtió Alejandría y todo Egipto en parte de Roma.
La prosperidad de Alejandría en el siglo I a. C., queda demostrada, entre otras cosas, por el hecho de que en el año 63 a. C., 6250 talentos ingresaban en su tesorería únicamente en forma de derechos portuarios.

### Época romana

#### Época romana inicial
El geógrafo Estrabón visitó Alejandría al comienzo de la época romana, en el año 25 a. C., y la describe ampliamente en su obra Geografía. En latín, la ciudad se denominaba Alexandria ad Aegyptum, Alejandría cerca de Egipto. Esto se debe a que era una zona administrativamente separada del resto de Egipto, ya que seguía gobernada como una polis griega, o ciudad-Estado. Sin embargo, la ciudad era también la capital de la provincia romana de Egipto.

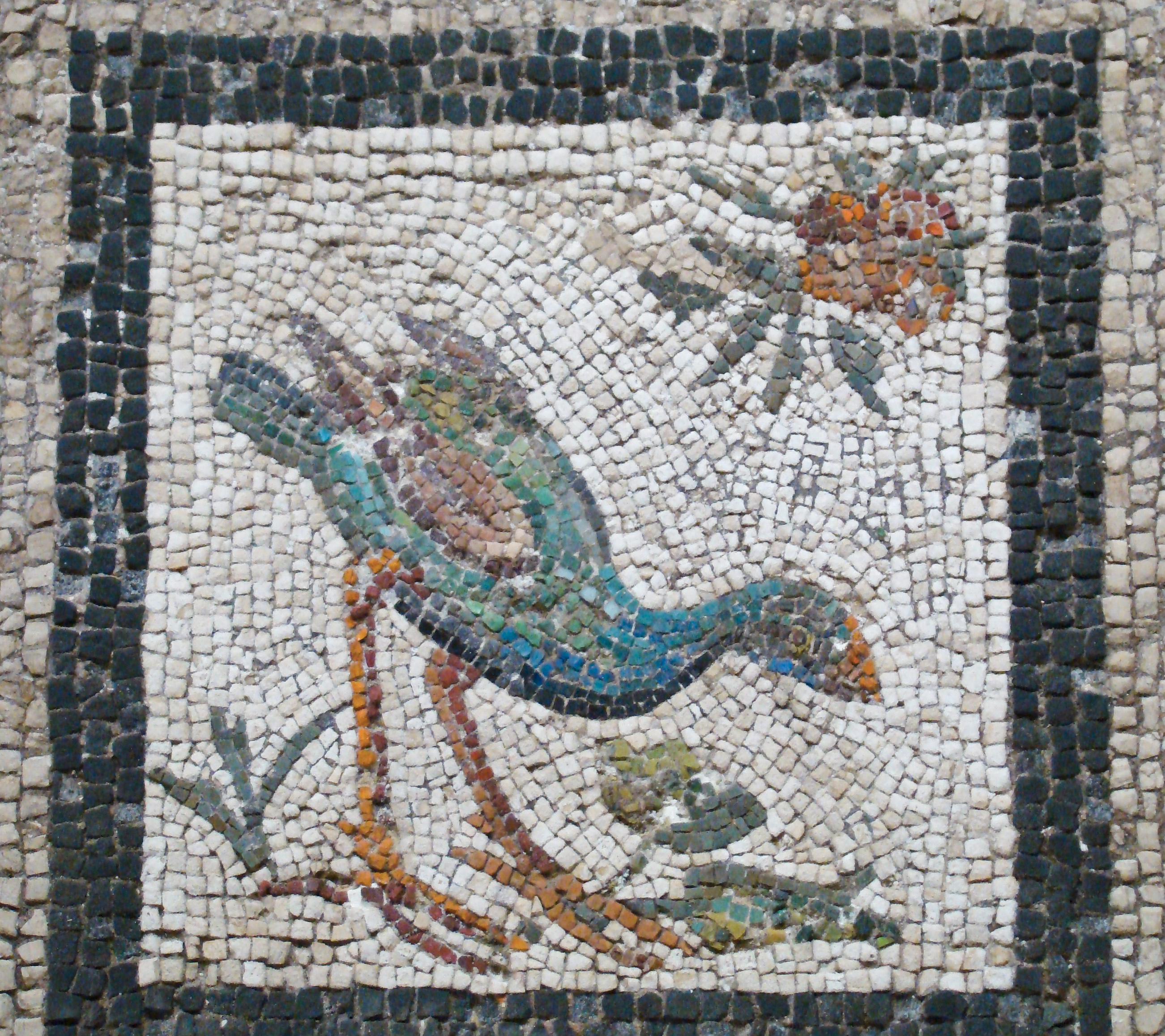
Mosaicos de la llamada Villa de los Pájaros del yacimiento arqueológico de Kom el-Dikka.

La época romana no supuso grandes cambios en la vida de la ciudad. La mayoría de las veces se gobernó con indulgencia, ya que para los emperadores romanos tenía sentido mantener buenas relaciones con una ciudad que gobernaba Egipto, que se había convertido en el principal granero de Roma. Sin embargo, Augusto expresó su descontento por el hecho de que los alejandrinos hubieran apoyado a Antonio construyendo una nueva ciudad Nicópolis al este de la ciudad, destinada a sustituir a Alejandría. También privó a los alejandrinos del único vestigio de ciudad-Estado independiente que quedaba en la ciudad, su propio consejo.
No obstante, Alejandría, como el resto de Egipto, prosperó enormemente durante el periodo romano y parece que se benefició en gran medida de la sustitución de los Ptolomeos por emperadores. Durante el periodo romano, el comercio de la ciudad, que había decaído bajo los últimos Ptolomeos, alcanzó el mayor apogeo de su historia. El ejército dejó de ser una banda de mercenarios propensos a la anarquía para someterse a la estricta disciplina de Roma; se respetaron en general los privilegios y costumbres tradicionales de cada sector de la población y se desarrolló la agricultura en el delta del Nilo para garantizar la exportación de grano a Italia.
La única parte de la ciudad donde eran más frecuentes los conflictos con el régimen era la judía. Las disputas eran de origen religioso, por ejemplo por las exigencias del culto imperial o por la burla de los griegos a las ceremonias judías. Las disputas a menudo desembocaban en masacres y a veces incluso en el incendio de un distrito entero. La ciudad fue escenario de muchos disturbios relacionados, entre otros en los años 38 y 55 d. C. Los judíos de la ciudad se levantaron en una gran rebelión, la primera guerra judeo-romana hacia el año 66 d. C.
El emperador Claudio la favoreció y, entre otras cosas, añadió una nueva ala al Museion. Vespasiano mantuvo Alejandría como base durante algunos meses durante la guerra civil que siguió a su ascensión.Bajo Domiciano, las fuerzas militares cometieron anarquía en la ciudad. Trajano, por su parte, organizó el abastecimiento de grano en Alejandría durante una época de escasez.

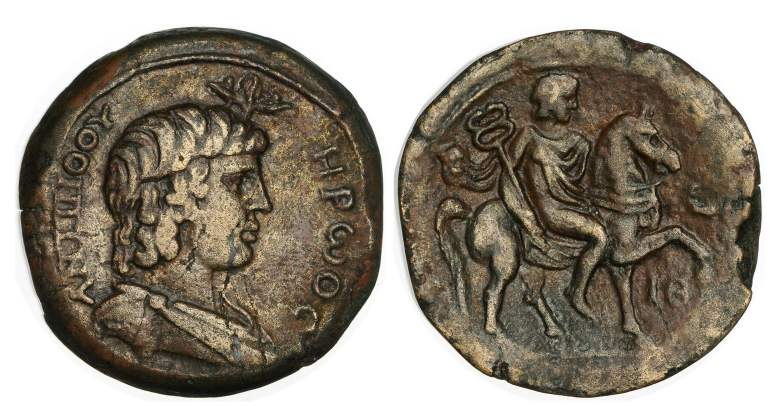
Hemidracma acuñado por Alejandría bajo Adriano en el año 134/135 d. C. Ilustrado con un busto de Antínoo y el texto (Antinoū hērōos) y Antínoo a caballo, representado como Hermes.

Alejandría sufrió la devastación de la guerra de Kitos bajo Trajano en 115-117 d. C., cuando los judíos se rebelaron de nuevo. La ciudad fue restaurada por el emperador Adriano. Él mismo visitó el lugar en el año 122 d. C. 
El primer cambio importante en el estatus de la ciudad se produjo bajo el emperador Septimio Severo en 196. Los griegos ya no eran vistos como una amenaza, por lo que restauró la ciudad con su propio consejo y gobierno local. También construyó un templo dedicado a Rea y unas termas públicas, las Thermae Septimianae.

#### Época romana posterior
Alejandría sufrió más por una sola visita del emperador Caracalla que por cualquier otra intervención de gobernantes anterior. Los alejandrinos se habían burlado del emperador por intentar ser el nuevo Aquiles y Alejandro de su tiempo. Había oído rumores y burlas en este sentido durante su estancia en Italia y no los había olvidado mientras recorría Egipto. Aunque fue recibido en Alejandría con un sacrificio hecatombe en 211, tomó represalias matando a un gran número de jóvenes. Caracalla también expresó su descontento con los griegos admitiendo a los racotis, o egipcios nativos, en el Senado romano, tomando bajo su protección el templo de Isis en Roma, añadiendo una nueva guarnición en Alejandría para alimentar a los griegos y reduciendo las diversiones y las raciones de grano.

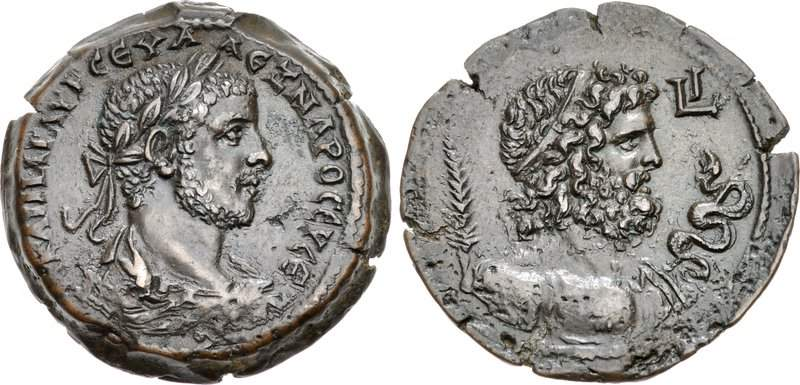
Alejandría acuñada en dracma, 222-235 d.C. La ilustración muestra la cabeza del emperador Alejandro Severo con el texto y un busto de Asclepio.

Durante el reinado del emperador Galieno en 253, Alejandría se vio asolada por una plaga. El prefecto Musio Emiliano, con el apoyo de sus soldados, desafió a Galieno para usurpar la ciudad en 261 o 262. El barrio de Bruqueion de Alejandría fue reconstruido casi por completo bajo Galieno hacia 260-268.
Alrededor del año 270, en el marco de la crisis del siglo III, Alejandría, como todo Egipto, formó parte durante un tiempo del Imperio de Palmira. Aureliano pacificó la ciudad en 272, lo que supuso la destrucción de parte de ella y la expulsión de parte de la población. Durante ocho meses en 297, Diocleciano sitió Alejandría, que se había aliado con el usurpador Aquileo, y finalmente la retomó. Sin embargo, tras su victoria, trató a la ciudad con indulgencia. En 365, la ciudad sufrió importantes daños en el terremoto de Creta seguido de un tsunami.
A finales de la época romana, la ciudad se convirtió en escenario de luchas religiosas cada vez más intensas. El rabinismo judío y la filosofía griega habían allanado el camino al cristianismo, y tal vez las características de la nueva fe atrajeran especialmente a los egipcios. Así, se convirtió en uno de los núcleos del cristianismo primitivo. La ciudad contaba con una gran población cristiana cuando comenzó la persecución generalizada de los cristianos bajo Diocleciano, y fue martirizada por muchos. La ciudad ya era un obispado en aquella época, y su obispo Pedro (Petros) y los presbíteros Fausto, Dio y Amonio fueron de las primeras víctimas de las persecuciones.

### De la época bizantina a la árabe

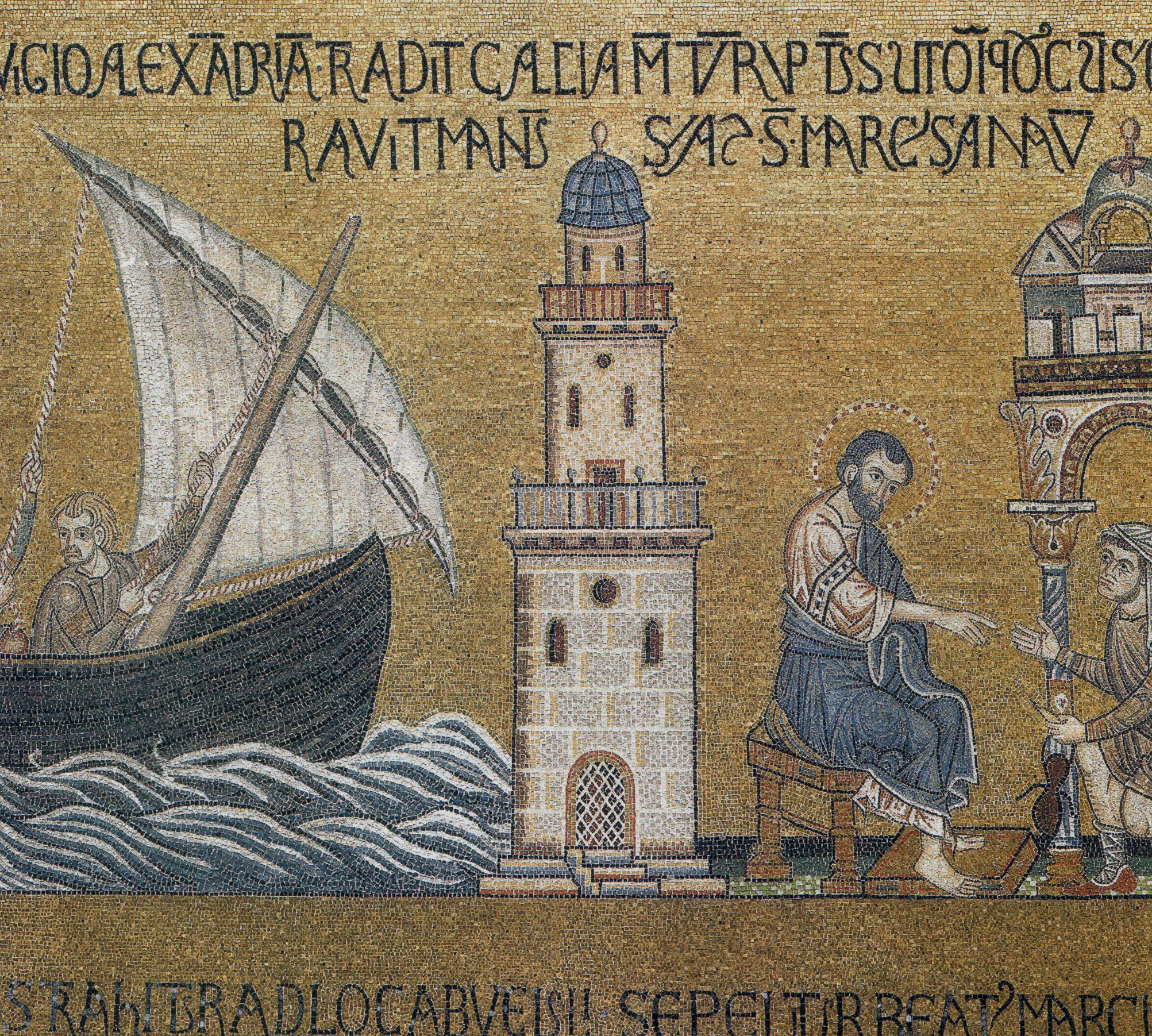
San Marcos llega a Alejandría. Mosaico del.

Después de que el cristianismo se convirtiera en la religión estatal de la ciudad, continuaron las disputas entre cristianos ortodoxos y heréticos, sobre todo entre el cristianismo de Atanasio y el arrianismo. En ocasiones, las disputas llegaron a ser sangrientas. Al triunfo del cristianismo le siguió también una intensificación de las disputas entre cristianos y judíos, por un lado, y cristianos y los últimos gentiles, por otro. En 391, Teófilo, Patriarca de Alejandría ordenó que todos los templos paganos de la ciudad fueran destruidos o convertidos en iglesias. En esa época se destruyó, entre otros, el Serapeum. Las disputas también desembocaron en más violencia, como el asesinato de la famosa filósofa neoplatónica Hipatia en 415, que a menudo se ha considerado un símbolo de la pérdida del espíritu helenístico de la ciudad y marcó el fin de la ciudad como centro de aprendizaje. Al mismo tiempo, la disputa provocó la decadencia y el declive de la ciudad en otros aspectos. Los árabes revolucionarios completaron la destrucción.
Con la división del Imperio romano, Alejandría, como el resto de Egipto, pasó a formar parte de Roma oriental, el Imperio bizantino. En 535, Alejandría sufrió otro terremoto. En 619 la ciudad fue conquistada por los sasánidas (guerras romano-sasánidas) y en 642 por el califato ortodoxo. En aquella época, algunas partes de la ciudad se describían como todavía en buen estado: el Faro y el Heptastadio seguían intactos, y el Cesáreo y el barrio de Racotis, entre otros, seguían allí. Sin embargo, el hipódromo de la Puerta de Canopo ya estaba en ruinas, y el Museo de los Ptolomeos había sido sustituido por uno nuevo. El barrio griego también estaba casi desierto, al igual que el judío, donde vivían pocos judíos, que habían comprado al Patriarca de Alejandría el derecho a observar la ley judía. Así pues, la ciudad se había reducido por aquel entonces a un barrio casi puramente egipcio. Muchos templos y otros edificios importantes se habían convertido en iglesias dedicadas a diversos santos.
A pesar de ello, Amr ibn al-As, que había conquistado Alejandría, informó poéticamente al califa Umar de que la ciudad contaba con 4000 palacios, 4000 baños públicos, 400 teatros, 40 000 judíos que pagaban impuestos y 12 000 mercaderes que vendían hierbas.

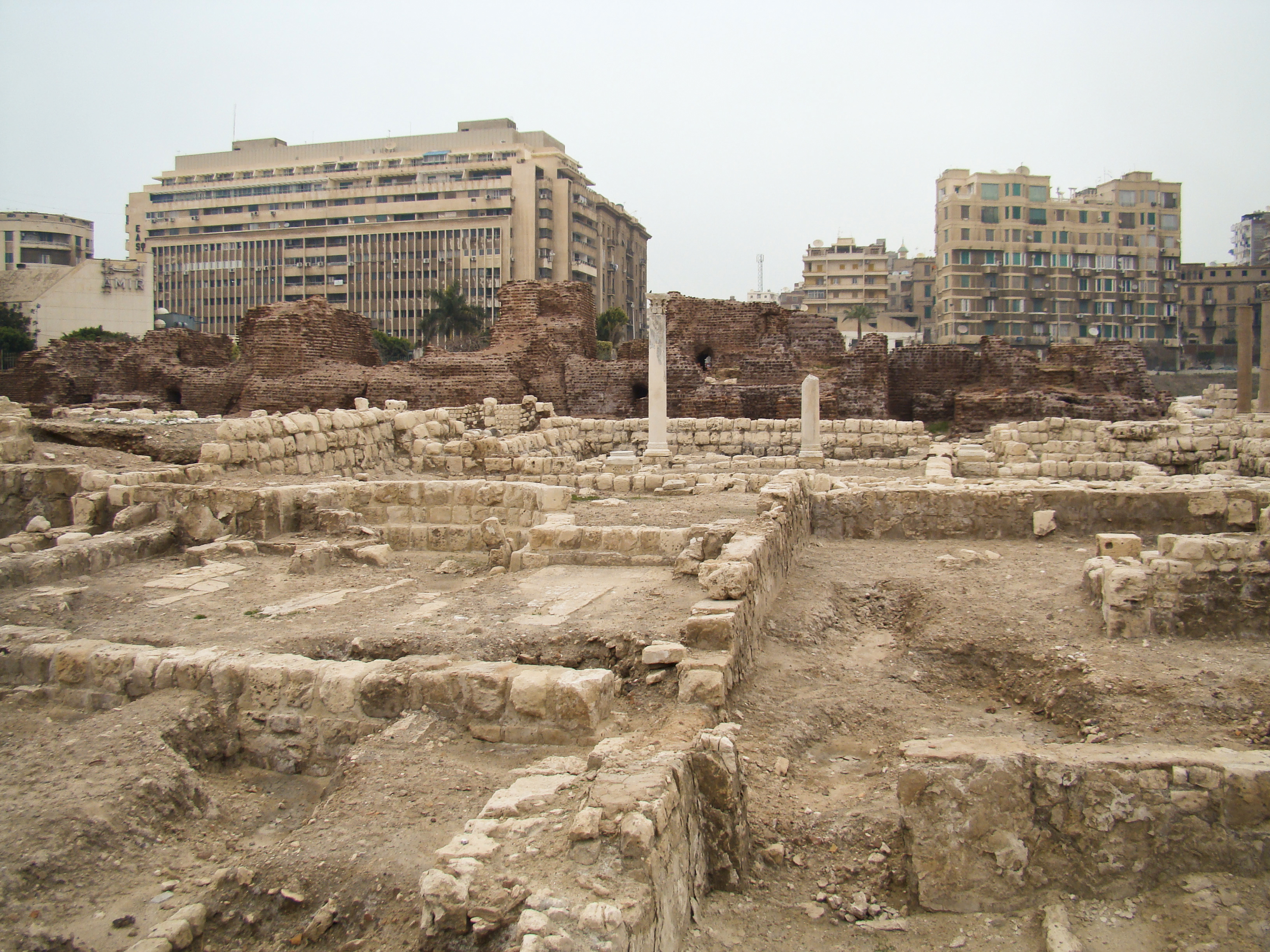
Ruinas de Alejandría en Kom el-Dikka.

Alejandría, tras la conquista árabe, era mucho más pequeña que la ciudad antigua y solo abarcaba una parte de su territorio, ya que la ciudad decayó considerablemente. A este declive contribuyó también el cambio en las rutas comerciales marítimas de la India, después de que los portugueses descubrieran una ruta alrededor de la Cabo de Buena Esperanza en 1497. En su momento más pequeño, Alejandría se redujo a una ciudad de unos 6000 habitantes. Durante el gobierno otomano, la ciudad se centró en el emplazamiento del antiguo Heptastadio a medida que el istmo se ensanchaba, es decir, lejos del emplazamiento de la ciudad antigua, con el resultado de que las ruinas de la ciudad aún eran visibles en gran medida a principios del siglo XIX, antes del desarrollo y crecimiento de la ciudad actual. La Alejandría moderna vuelve a ser una de las ciudades más importantes de Egipto y la segunda en población.

### Estudios arqueológicos y excavaciones
Se han llevado a cabo relativamente pocas excavaciones arqueológicas en la zona de la ciudad, y no es posible realizarlas a gran escala, ya que la ciudad actual se encuentra sobre restos antiguos. En la práctica, los únicos restos significativos de la antigüedad fueron la llamada Columna de Pompeyo hasta 1960, cuando se excavó el yacimiento de Kom el-Dikka (Kom El Deka). Los estudios de los años 90 y principios de los 2000 y los métodos modernos han proporcionado una mejor imagen de la ciudad en su conjunto a lo largo del tiempo. Arqueólogos franceses han estudiado la bahía del puerto con métodos de arqueología subacuática, sobre todo entre 1994 y 1998. Esto ha permitido descubrir, entre otros, los restos del Faro y de los palacios ptolemaicos. En la zona urbana, las excavaciones se han realizado en su mayor parte como excavaciones de rescate en relación con obras de construcción.

## Sociedad y cultura

### Población

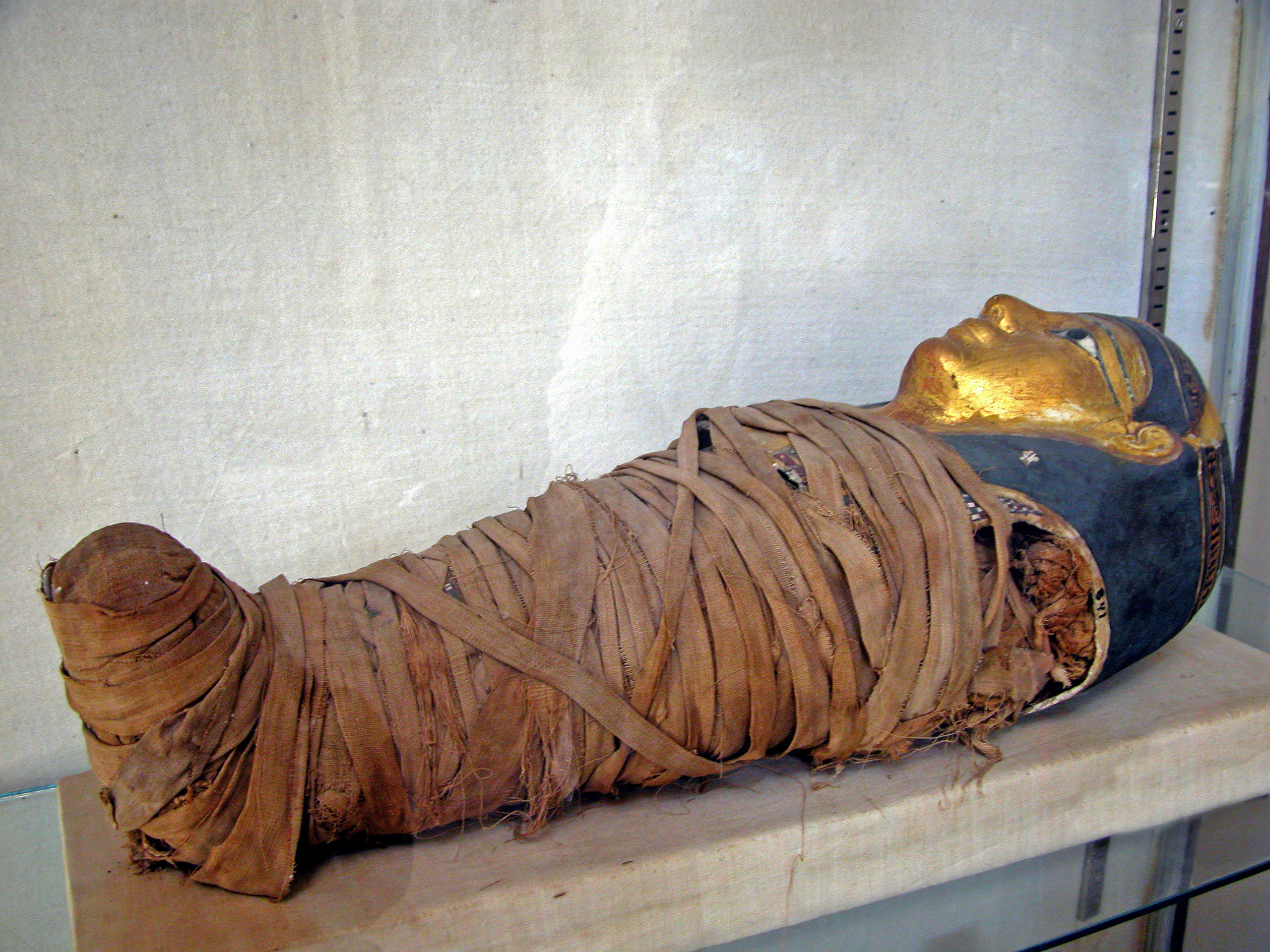
Momia infantil con máscara de oro. Museo Grecorromano de Alejandría.

Se estima que la población de la antigua Alejandría alcanzó un máximo de unos 500 000. Diodoro de Sicilia, que visitó Alejandría hacia el año 58 a. C., calculó que había 300 000 habitantes libres. A esto se puede añadir un número igual de esclavos y residentes a corto plazo. La ciudad era muy multicultural: además de griegos, egipcios y judíos, la población incluía, según describe Dion Crisóstomo, que visitó la ciudad en el año 69 d. C, «italianos, sirios, libios, cilicios, etíopes, árabes, bactrianos, persas, escitas e indios». Polibio confirma lo mismo. Entre los grupos de población, al menos griegos y egipcios se casaban entre sí.
Sobre todo al principio, la población de la ciudad estaba formada principalmente por soldados, marineros, comerciantes, artesanos y funcionarios. Más tarde, la ciudad atrajo a eruditos y personalidades de la cultura. Los alejandrinos eran industriosos, y la ciudad floreció no solo en el comercio, sino también en industrias como el papiro, el tejido de telas y la fabricación de vidrio.
La literatura antigua pinta casi invariablemente una mala imagen de los alejandrinos. Los escritores suelen retratar a los habitantes de la ciudad como malos de carácter, tramposos, sanguinarios y, sin embargo, cobardes. Ateneo los describe como alegres y bulliciosos y menciona su amor por la música y sus muchos instrumentos musicales diferentes.  Dion Crisóstomo los regaña por su frivolidad y su afición a los espectáculos, las carreras de caballos, el juego y el libertinaje.
Los alejandrinos eran aficionados a inventar apodos para sus gobernantes, tanto griegos como romanos. Los Ptolomeos y emperadores más sabios les sonreían, mientras que Caracalla y Ptolomeo VIII tomaban represalias con masacres.

### Administración
Alejandría fue gobernada tanto bajo los Ptolomeos como durante la época romana como una polis o ciudad-Estado griega. Otras ciudades de Egipto con el mismo estatus fueron la antigua ciudad griega de Náucratis, la Ptolemaida fundada en época helenística, y Antinoópolis fundada en época romana.
La ciudad tenía sus propias leyes, basadas en las áticas, y los ciudadanos tenían derecho a discutir asuntos públicos, presentar peticiones y portar armas. En las proclamas reales se les denominaba "hombres macedonios". Sin embargo, la ciudad carecía de una forma de gobierno que protegiera al pueblo de la autocracia, y tras los tres primeros Ptolomeos el pueblo se vio privado de casi todas sus libertades. Esto se debió a la estructura demográfica de la ciudad, ya que los griegos se sublevaban fácilmente contra los judíos, mientras que los egipcios temían y culpaban a ambos.

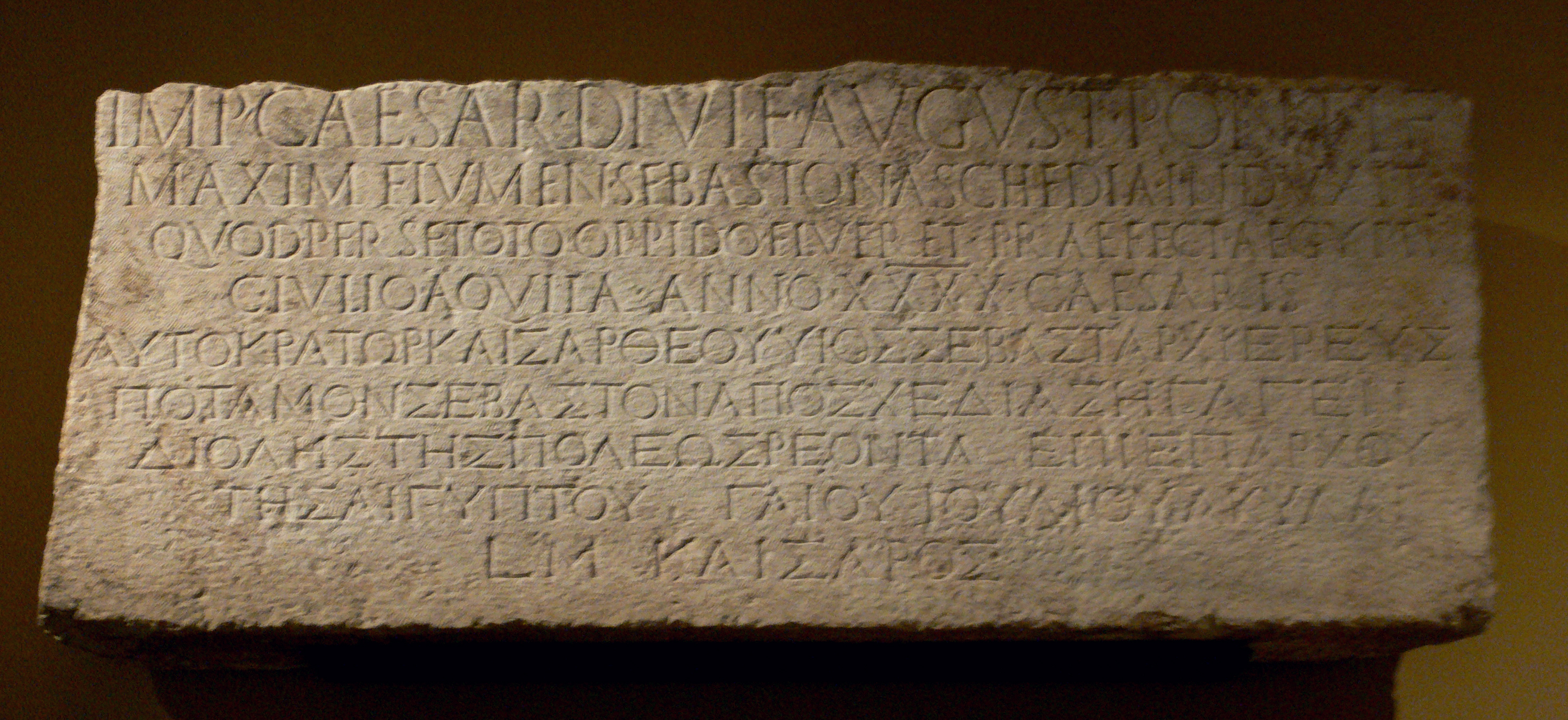
Inscripción latina y griega procedente de Alejandría en el año 40 del reinado del emperador Augusto, es decir, 10 u 11 d. C. Según la inscripción, el emperador construyó un canal llamado Sebasto desde Esquedia hasta el mar, que atravesaba toda la ciudad.

No hay información sobre la administración de la parte egipcia de la ciudad. Lo más probable es que tuviera sus propios sacerdocios. Los judíos de la ciudad se regían por su propio etnarca  (arabarkhes), un sanedrín (consejo) y sus propias leyes judías. En el año 31 a. C., Augusto promulgó un decreto en el que concedió a los judíos de Alejandría los mismos derechos que a los griegos, y así se hizo constar en una inscripción pública. Filón de Alejandría da una lista completa de los privilegios de que gozaban los judíos de la ciudad. A menudo fueron confirmadas o revocadas por emperadores posteriores.
La población griega de la ciudad estaba dividida en tribus (φυλαί) y distritos (δημοί). Había nueve tribus: Althais (Ἀλθαΐς), Ariadnis (Ἀριαδνίς), Dēianeiris (Δηιανειρίς), Dionysis (Διονυσίς), Eunēis (Eύνηΐς), Thestis (Θεστίς), Thoantis (Θοαντίς), Marōnis (Μαρωνίς) y Stafylis (Σtaφυλίς. Sin embargo, parece que hubo alguna variación en los nombres, ya que se sabe que Apolonio de Rodas pertenecía a la tribu Ptolemais (Πτολεμαΐς).
El Consejo municipal era elegido entre los principales miembros de los barrios. Sus funciones estaban relacionadas principalmente con la administración de justicia. En las inscripciones se conocen diversos cargos municipales, como los de agoranomo (ἀγοράνομος), gimnasiarca (gymnasiarkhēs (γυμνασιάρχης) y dikaiodotēs (δικαιοδότης).
Desde la época de Augusto en el 31 a. C. Bajo Septimio Severo hasta 194 d. C., Alejandría no tuvo consejo propio. Esto se debe a que durante la época romana cambió toda la administración egipcia, lo que también se reflejó en Alejandría. Egipto no formaba parte de las provincias del emperador ni del senado, como las demás provincias romanas, sino que era propiedad privada directa del emperador. Había razones para ello. El valle del Nilo era de difícil acceso, y un prefecto ambicioso podría fácilmente haberse declarado independiente y defenderlo. La región era una de las más ricas en recursos naturales de Roma, y servía como el granero más importante de Roma, además de tener una población considerable. Por eso Augusto prohibió a los senadores, e incluso a los representantes más destacados de la caballería, pisar suelo egipcio sin un permiso especial.
El prefecto era elegido por el emperador entre su círculo personal o entre sus caballeros leales. Bajo el prefecto, pero nombrado por el emperador, se encontraba un juridicus (ἀρχιδικάστης), que a su vez estaba subordinado a una serie de funcionarios inferiores y cuyas decisiones podían ser anuladas por el prefecto o, posiblemente, sólo por el propio emperador. El juridicus presidía el poder judicial y sustituía así al Consejo.  El emperador también nombraba al guardián de los archivos públicos (ὑπομνηματόγραφος), al comandante de la guardia nocturna (νυκτερινὸς στρατηγός), intérprete del derecho tradicional o egipcio (ἐξηγητὴς πατριῶν νομῶν), guardián del mercado (πιμελητὴς τῶν τῇ πόλει χρησίμων; praefectus annonae) y el director de la Biblioteca. Todos estos funcionarios llevaban una prenda con flecos rojos en señal de que habían sido elegidos por el emperador. Septimio Severo restauró el consejo de la ciudad y su sistema judicial (jus buleutarum).

## Edificios y hallazgos

Vista esquemática de la antigua Alejandría y sus principales edificios.

Muchos escritores antiguos que vieron Alejandría en sus días de gloria hablan de la ciudad con admiración y la describen como hermosa (ἡ καλὴ Ἀλεξάνδρεια). Amiano Marcelino la llamó «la más noble de todas las ciudades» (vertex omnium civitatum), y Estrabón dice que era el mayor puesto comercial del mundo (μέγιστον ἐμπορεῖον τῆς ὀικουμένης). Así escriben, entre otros, Teócrito, Filón de Alejandría, Eustacio de Tesalónica, Gregorio de Nisa y muchos otros. Los autores describen ampliamente la ubicación y el trazado de la ciudad y enumeran sus edificios más importantes. Una de las descripciones más impresionantes de la ciudad a través de los ojos de un visitante es la de Aquiles Tacio en la novela Leucipa y Clitofonte.
Pocos restos antiguos de Alejandría han sobrevivido. Según se ha descrito, la decadencia y destrucción de los edificios de la ciudad no se debe tanto al tiempo como al hombre, ya que el clima seco de la región ha conservado bien los edificios durante siglos. Gran parte de los edificios han desaparecido simplemente por la reutilización de sus materiales de construcción. Los edificios también han sido destruidos por terremotos y guerras. Ya en el siglo XIX eran visibles muchas más ruinas. Por estas razones, la topografía de la antigua ciudad fue durante mucho tiempo poco conocida, y su imagen se basó durante mucho tiempo en Estrabón y otras fuentes antiguas, como Diodoro Sículo y Polibio, así como en historias militares referentes al nombre de Julio César.
Sin embargo, los métodos modernos ya han permitido determinar bastante bien parte del plano urbano y el trazado de las murallas. Las prospecciones submarinas han demostrado que al menos parte del frente costero de la ciudad, incluidos sus edificios, se ha deslizado lentamente hacia el mar con el paso del tiempo, y la arqueología subacuática ha revelado hallazgos en las zonas sumergidas. En tierra, el mayor yacimiento arqueológico continuo es la zona de Kom el-Dikka, justo al norte de la estación de ferrocarril de la ciudad.

### Plano de la ciudad y murallas

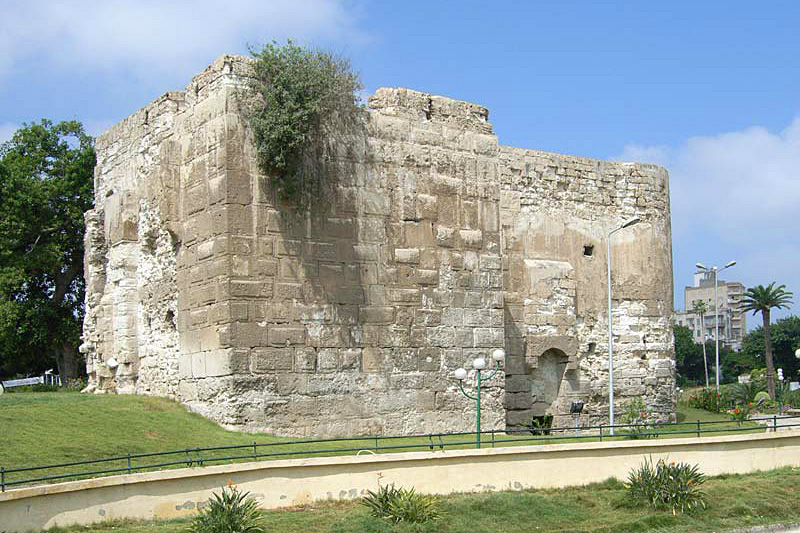
Restos de las murallas de Alejandría.

Estrabón comparó la forma de la ciudad con una clámide (capa militar). Comparación ue también hicieron Diodoro Sículo, Plinio el Viejo, y Plutarco. Sus lados largos, paralelos a la costa mediterránea y a las orillas del lago Mareotis, tenían, según Estrabón, unos 30 estadios de longitud, y unos 5,1 kilómetros en la medida actual —y la misma dimensión de su diámetro—, mientras que los lados cortos, que discurrían a lo ancho del istmo, tenían unos siete u ocho estadios de longitud, más exactamente unos 1,2 kilómetros en el extremo occidental, unos 1,4 kilómetros en el extremo oriental y, en su punto máximo, unos 1,7 kilómetros en el centro.
Las murallas que rodeaban la ciudad tenían unos 15,8 kilómetros de longitud. Las originales datan de la época helenística. En época romana se ampliaron un poco hacia el este. En el periodo árabe, en el siglo IX, se construyó una tercera muralla, que cubría un área mucho menor. Hoy en día, una pequeña parte de las murallas helenísticas sobrevive en la zona de los actuales jardines de Shallalat.
El plan urbanístico de Dinócrates seguía el plano de la ciudad que llevaba el nombre de Hipodamo de Mileto, que formaba el plano en cuadrícula. La ciudad tenía dos calles principales, una de este a oeste y otra de norte a sur. La calle principal este-oeste comenzaba en la puerta este de la muralla, la Puerta del Sol, y terminaba en la puerta oeste, la Puerta de la Luna, atravesando la ciudad y los tres barrios. Transcurría aproximadamente por el mismo emplazamiento que la actual calle Sharia El-Horreya. Algunas otras calles actuales también reflejan la antigua red de calles. Había 18 calles principales en total, siete en dirección este-oeste y 11 transversales en dirección norte-sur. La anchura de las calles principales era la de un pletro, es decir, 100 pies (unos 30 metros), para que fueran accesibles para el tráfico a caballo y de carros.

### Racotis
Los principales edificios del barrio egipcio de Racotis eran el Serapeum, el estadio y los graneros. La Alejandría, que fue conquistada por los árabes, era aproximadamente equivalente al barrio de Racotis. Había sufrido muchas guerras y luchas intestinas. El Serapeion había ardido dos veces, una bajo Marco Aurelio y otra bajo Cómodo. Sin embargo, el distrito sobrevivió más tiempo que las ciudades griega y judía y seguía habitado en la época de la revuelta árabe.

### Serapeum

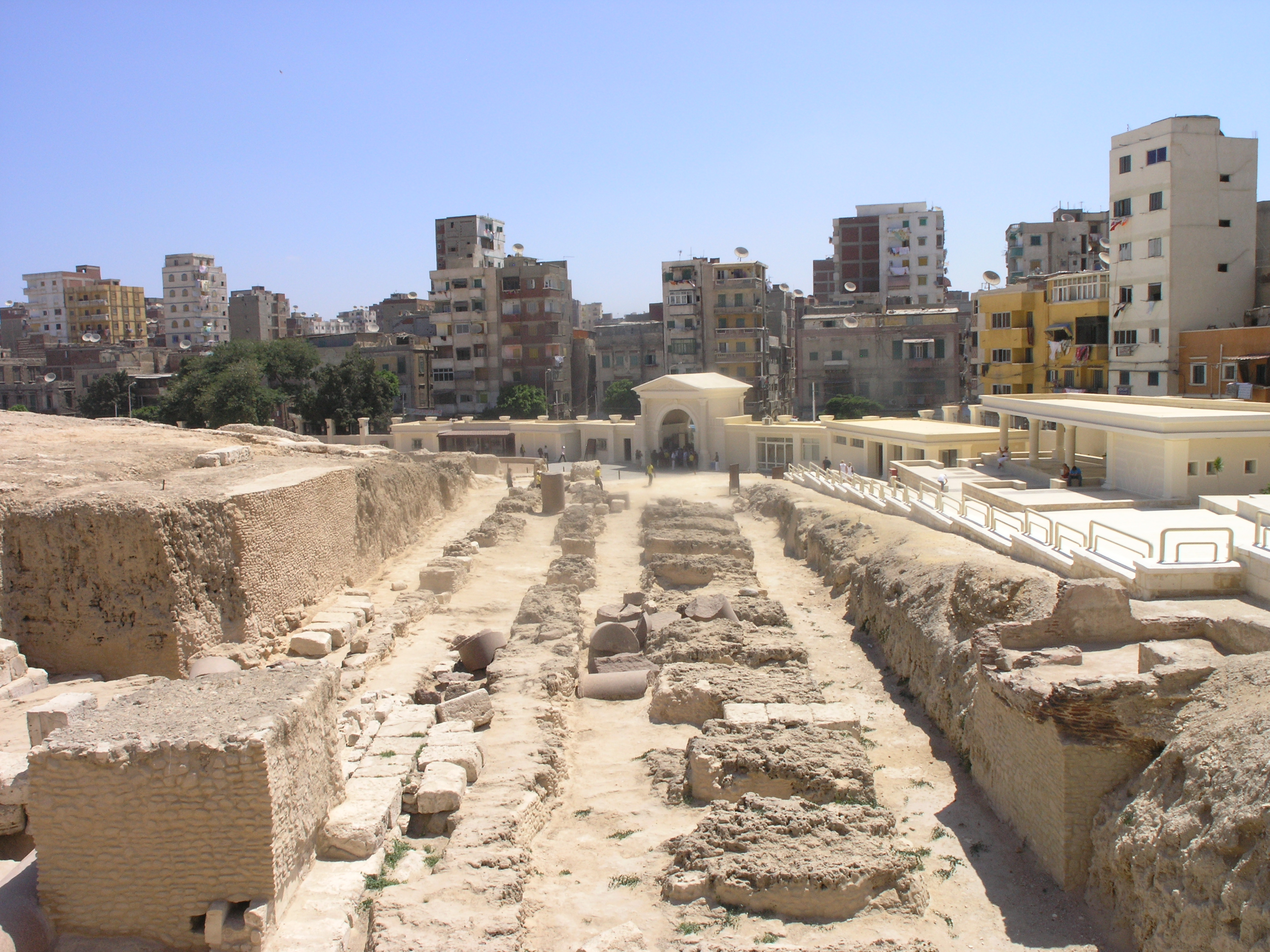
Ruinas del Serapeum.

El templo de Serapeion o Serapis estaba situado en el barrio egipcio de la ciudad y también en la parte suroeste del centro de la moderna Alejandría. El culto a Serapis se originó durante el periodo ptolemaico como una fusión deliberada de la cultura helenística y egipcia. El templo fue construido durante el reinado de Ptolomeo I o II según un relato, y de Ptolomeo III según otro. Parmaniscos es mencionado como el arquitecto del templo.  El Serapeum fue destruido en el año 390 d. C. por el patriarca de Alejandría Teófilo para hacer cumplir las órdenes del emperador Teodosio I que prohibían el paganismo.
El culto al dios en el templo estaba hecho de madera y cubierto con muchos tipos de metales preciosos y joyas. Debajo del templo había secciones subterráneas para el culto mistérico a Serapis. El emplazamiento del Serapeum se identificó durante las excavaciones en el lugar de la columna de Diocleciano en 1944.

### Columna de Pompeyo
La Columna de Diocleciano, conocida habitualmente por su nombre tradicional pero erróneo «Columna de Pompeyo», se encuentra cerca de las ruinas del Serapeum. Era prácticamente la única reliquia visible de la ciudad antes de la excavación del yacimiento de Kom el-Dikka. Según una inscripción griega de la columna, fue erigida en honor del emperador Diocleciano en 297. La altura de la columna, incluidos el pedestal y los capiteles, es de unos 26,9 metros. En la parte superior de la columna había una estatua de Diocleciano, que no ha sobrevivido.

### Bruqueion
El Bruqueion  fue diseñado por Dinócrates de forma que tanto él como sus edificios dieran al Gran Puerto y a Faro.  El distrito contenía el palacio real y muchos otros edificios públicos importantes, como el Museion y la Biblioteca, el Cesáreo o Templo de los emperadores, el complejo de tumbas ptolemaicas, el Emporeion y el Dicasterio.  El Bruqueion estaba rodeado por sus propias murallas, y fue el lugar donde Julio César se defendió de los alejandrinos. El barrio se abastecía de agua del Nilo mediante un acueducto procedente del sur.

### Palacios reales
La zona del palacio real estaba situada a orillas de la bahía del Gran Puerto. Se construyó, al menos en parte, en la península de Loquias. Los palacios formaban un gran complejo de edificios, que cada Ptolomeo ampliaba y embellecía a su vez. Los edificios estaban conectados entre sí. El complejo también incluía arboledas y jardines. Según Estrabón, en conjunto ocupaban casi un cuarto, si no un tercio, de toda la ciudad. Se han encontrado en el mar algunas partes de edificios palaciegos y sus esculturas.

### Tumba de Alejandro Magno
Los palacios estaban conectados con el complejo funerario ptolemaico, conocido como Sema (Σῆμα) o Soma (Σῶμα). También contenía la tumba de Alejandro Magno. El cuerpo de Alejandro fue colocado originalmente en un ataúd de oro. Fue robado por Ptolomeo IX en 118 a. C. y sustituido por un ataúd de cristal. Augusto aún vio el cuerpo en el año 30 a. C. El emplazamiento del complejo funerario, y en particular la ubicación y forma de la tumba de Alejandro, ha sido uno de los grandes misterios de la arqueología.

### Museion
El Museion (en latín Museum), un santuario dedicado a la musa, formaba parte de los terrenos del palacio. Estaba dedicado al estudio de la literatura y a la práctica de la ciencia y sucedió a la escuela de Heliópolis como la más alta institución educativa de Egipto. Fue fundado durante el reinado de Ptolomeo I o, a más tardar, de Ptolomeo II. Estaba dividido funcionalmente en cuatro secciones: poesía, matemáticas, astronomía y medicina. Entre sus miembros figuraban nombres tan conocidos como Euclides, Ctesibio, Calímaco, Arato, Aristófanes de Bizancio, Aristarco, Herón, Amonio Saccas, Clemente, Orígenes, Atanasio, Teón e Hipatia. El museo permaneció en funcionamiento hasta la revuelta árabe de 640.
Los edificios del Museion estaban unidos al palacio por largas columnatas. El centro del complejo era una gran sala de banquetes donde los investigadores cenaban juntos. En el exterior había un peristilo, que podía utilizarse para ejercicios físicos y conferencias a pie, un teatro para conferencias, debates y fiestas, y salas de investigación, un jardín botánico  y el zoológico.

### Biblioteca de Alejandría

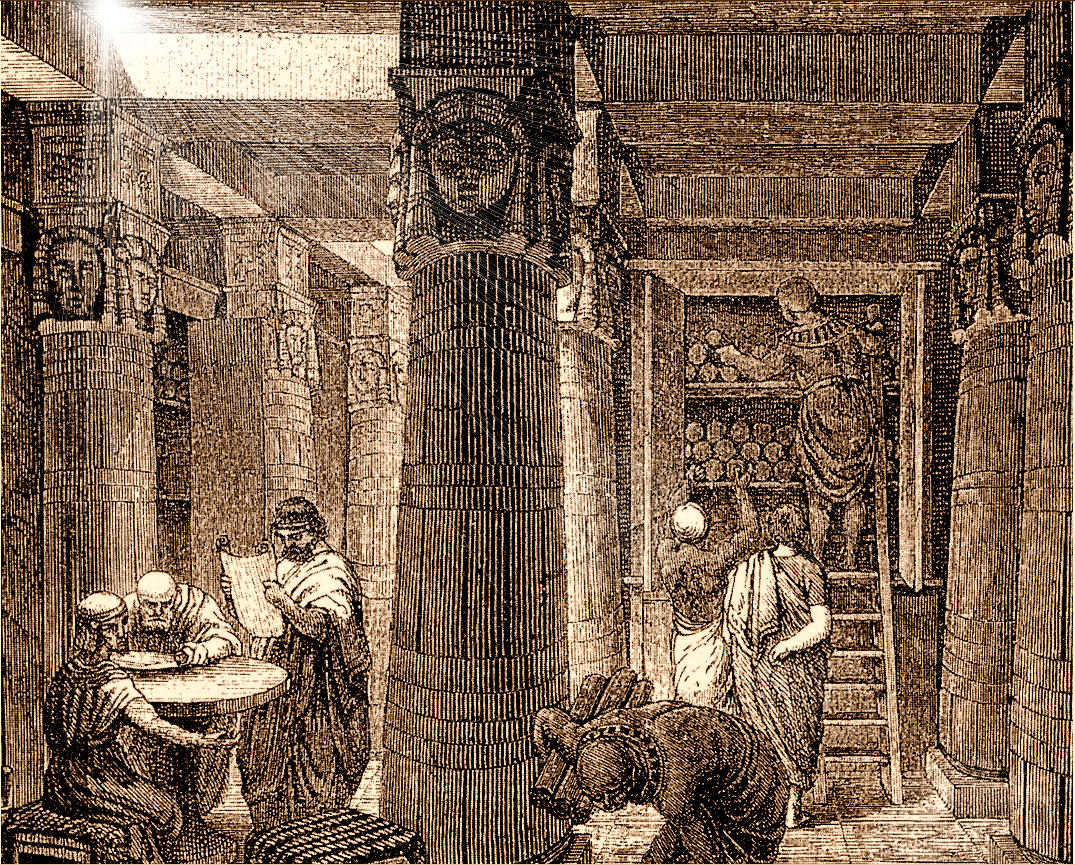
Biblioteca de Alejandría ilustrada en un dibujo.

La famosa Biblioteca de Alejandría formaba parte de Museion. Fue la mayor biblioteca de su época, y se dice por diversas fuentes de la antigüedad que contenía de 400 000 a 700 000 libros (pergaminos). La colección fue iniciada por Ptolomeo I y ampliada sistemáticamente por sus sucesores. Sin embargo, se dice que parte de esta colección se encontraba en el Serapeum: según un relato, habría albergado los 200 000 libros sacados por Marco Antonio de la Biblioteca de Pérgamo y donados a Cleopatra.
Existen varias leyendas e interpretaciones sobre la destrucción de la biblioteca. Se dice que al menos una parte de la biblioteca fue destruida durante las campañas militares de Julio César en el 48 a. C. La parte de Serapeum, por otra parte, se vio a menudo afectada por las disputas religiosas de la ciudad y se cree que fue destruida en el año 300, cuando se destruyó el templo. Finalmente, la biblioteca fue destruida como muy tarde durante la conquista árabe de la ciudad.

### Emporeion
El Emporeion (en latín: Emporium) era una plaza del puerto comercial que servía de centro comercial de la ciudad. Su lado norte daba a los muelles, mientras que los otros lados estaban flanqueados por columnatas. Era el punto de encuentro internacional de la ciudad, donde se reunían todas las naciones de la época, ya que Alejandría heredó el papel comercial de Tiro y Cartago. Se dice que, aunque Alejandría perdió ante Roma como ciudad en la época romana, como lugar de comercio y encuentro internacional se impuso fácilmente a las orillas y puertos del Tíber.

### Cesáreo
El Cesáreo (en latín, Caesarium) o Sebasteion era un templo dedicado a los emperadores romanos, situado en Bruqueion, cerca del Emporeion. En él se realizaban sacrificios tanto al emperador reinante como a los anteriores.  Fue construido por Cleopatra VII en memoria de Julio César, elevado a la divinidad. Al parecer, también se conmemoraba a Marco Antonio. Augusto terminó el edificio y se lo dedicó a sí mismo tras su conquista de Alejandría. El complejo parece haberse completado como muy tarde en el año 13 o 12 a. C. El templo mantuvo su uso original hasta el año 300 d. C., cuando se convirtió en la iglesia catedral de Alejandría.
El complejo constaba de varias salas, una biblioteca, un gran espacio abierto llamado foro, un jardín y estaba ricamente decorado con estatuas y pinturas de oro y plata. Delante del templo había tres grandes obeliscos, que habían sido traídos a Alejandría desde otros lugares de Egipto. Dos de ellos, conocidos como las Agujas de Cleopatra, se encuentran actualmente en Londres y Nueva York. Permanecieron en su lugar hasta el siglo XIX, marcando el emplazamiento del templo. El tercer obelisco del templo es el llamado obelisco Vaticano, que se encuentra en Roma.

### Otros edificios

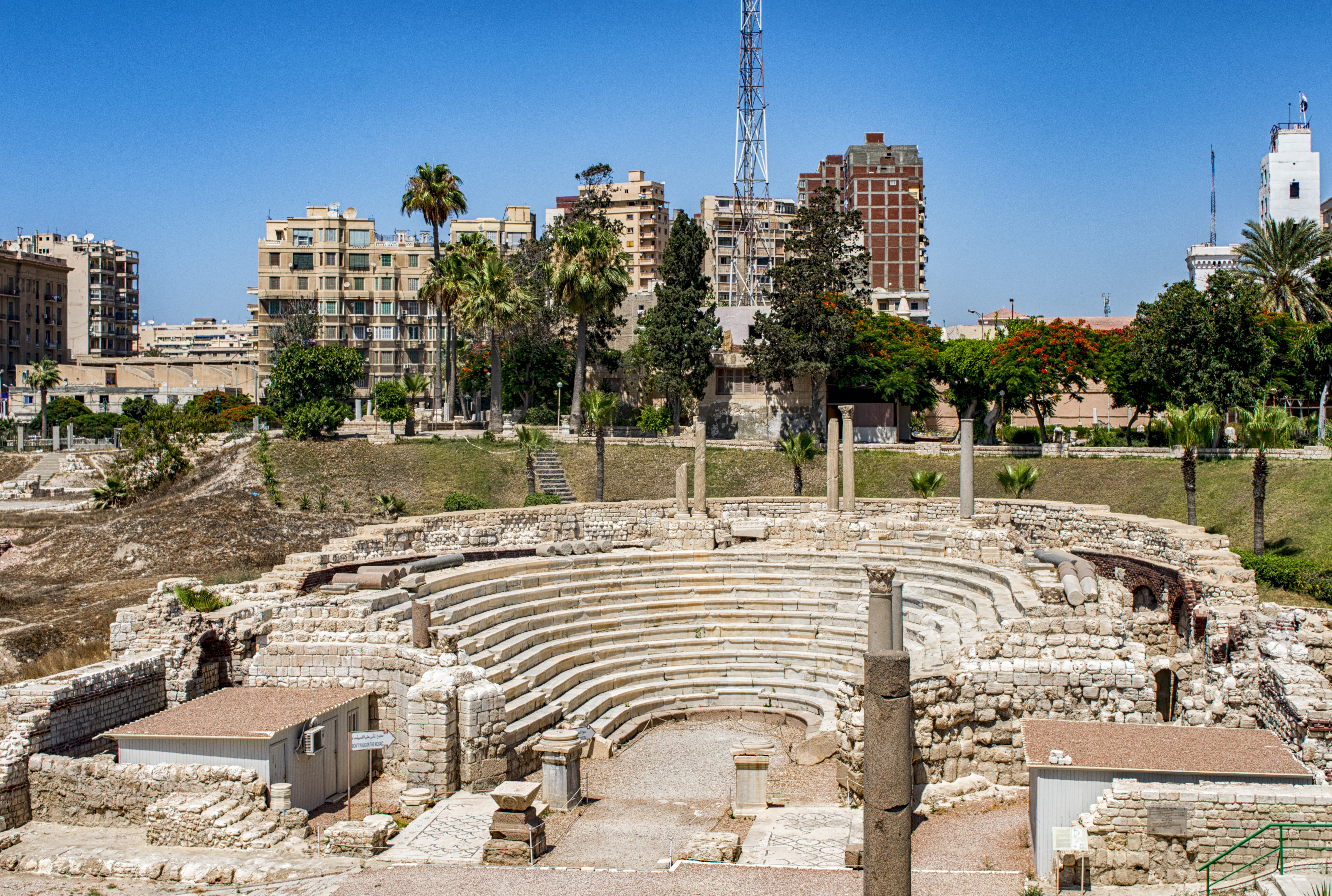
Ruinas de un teatro romano en el yacimiento arqueológico de Kom el-Dikka.

Cerca de la zona del palacio se encontraba el teatro griego, conocido como el Teatro de Dioniso. Cerca del puerto estaba el templo de Poseideion, dedicado a Poseidón.  Al final de un rompeolas que sobresalía en el Gran Puerto se encontraba una "residencia real", el Timonio (en latín: Timonium) construida por Marco Antonio.
Bruqueion era también la sede del más alto tribunal, el Dicasterio (lat. Dicasterium), que bajo los Ptolomeos albergaba al consejo de la ciudad y, en época romana, al juridicus que presidía el tribunal. El Arsinoeion (latín: Arsinoeum) fue un monumento construido por Ptolomeo II para su hermana Arsinoe II y su esposo . El Paneion (latín: Panium) era una colina con un camino en espiral que conducía a la cima. Desde la cima se podía ver toda la ciudad. Se desconoce la finalidad del edificio, pero se supone que era un santuario dedicado a Pan.
Otros edificios de Bruqueion, según fuentes antiguas, eran el gimnasio, uno de los más grandes del mundo antiguo, así como la palestra, el estadio y el anfiteatro. Las excavaciones han revelado restos de viviendas romanas con solerías. Un descubrimiento arqueológico interesante son las numerosas salas de conferencias, que datan de los años 400 a 500 y que no están relacionadas con el Museion. Demuestran que la historia de la ciudad como centro de aprendizaje no terminó con la destrucción del Museion y la Biblioteca.
En la zona de Kom el-Dikka se ha encontrado un pequeño teatro romano que data del siglo III. Estaba formado por partes reutilizadas de edificios anteriores. La cávea constaba de 12-13 filas de asientos y podía albergar a unas 800 personas. Durante el periodo cristiano, el edificio se utilizó como iglesia.

### Isla de Faro

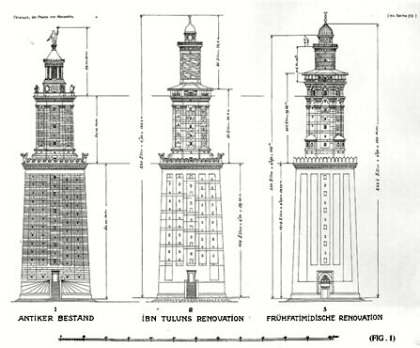
Dibujo de reconstrucción del faro de Alejandría en sus diferentes fases, con el faro antiguo a la izquierda, el faro árabe en el centro y a la derecha.

La isla de Faro y el Faro estaban situadas frente a la ciudad, según se entraba al Gran Puerto por su parte derecha. La construcción del Faro de Alejandría se inició bajo Ptolomeo I, probablemente hacia 297 a. C., y se terminó bajo Ptolomeo II hacia 285 a. C. En la antigüedad, el faro figuraba entre las Siete maravillas del mundo antiguo. El faro se derrumbó en el terremoto de 1303, aunque ya había sufrido graves daños antes del siglo XII. En 1479 se construyó en su emplazamiento el fuerte de Qaitbey con piedras del faro.
Según diversas estimaciones, el faro medía entre 117 y 135 metros de altura. Tenía una plataforma dividida en tres partes. La parte más baja, de unos 70 metros de altura, era rectangular y contenía las viviendas de la guarnición permanente del faro, los corrales de los animales y los almacenes. La capa intermedia era octogonal y tenía unos 30 metros de altura. El piso superior era cilíndrico y la parte superior se utilizaba para quemar fuego. En lo alto del último piso había una estatua de Zeus Soter, (Zeus salvador) . Fuera del faro había estatuas de Ptolomeo —presumiblemente Ptolomeo I y su esposa. Se han encontrado partes del faro en excavaciones arqueológicas marinas.

### Templos
También había varios templos en la isla de Faro. El más notable de ellos estaba dedicado a Hefesto. Estaba situado en el extremo norte del Heptastadio. A menudo se ha interpretado que la isla también habría contenido un templo a Isis, donde la diosa habría sido venerada como patrona de la navegación con el epíteto Faria. Sin embargo, esto ha sido cuestionado, y la idea puede haberse originado principalmente por el epíteto de la diosa en cuestión. Sin embargo, se han encontrado partes del templo, como la base de la estatua de Isis, en el fondo del mar. Es posible que el templo estuviera situado cerca del Faro.

### A las afueras de la ciudad

#### Necrópolis
Las necrópolis de la ciudad se encontraban sobre todo en sus lados oriental y occidental, fuera de las murallas de la ciudad. Estrabón solo menciona el lado occidental. Algunas de las tumbas son catacumbas excavadas en la roca caliza. La más importante es la catacumba de Kom el-Shugafa. Data de los siglos I y II y es el enterramiento romano más importante de todo Egipto. La catacumba tiene tres niveles y está situada al suroeste del Serapeion. Está decorada con una combinación de estilos egipcio y romano. Algunas de las tumbas de las necrópolis de la ciudad son tumbas de cámara excavadas en la roca.

### Descubrimientos
El Museo Grecorromano de Alejandría, en particular, contiene hallazgos de la ciudad. Tiene 27 salas y la colección incluye más de 6000 artefactos  que muestran el flujo comercial e influencia artística entre las culturas egipcia, ptolemaica y romana, como son las estatuas de divinidades griegas y romanas, estatuillas de Tanagra, mosaicos, y objetos de la vida cotidiana. De particular relieve, son las más  de 400 ánforas de diversa procedencia.